# Tunis Air Club (volley-ball)
Pour les articles homonymes, voir Tunis Air Club.
Le Tunis Air Club est un club tunisien de volley-ball basé à Tunis. Fondé en 1962, il est lié à la compagnie aérienne Tunisair.

## Autres sections
- Basket-ball
- Football
- Futsal